# Cam Gigandet
Cam Gigandet (Tacoma, Washington, 16 de agosto de 1982) é um ator estadunidense, conhecido por participar do filme Crepúsculo,  no filme Quebrando Regras e no filme musical burlesco Burlesque.

## Biografia
Cam nasceu em Washington, filho de Jay Gigandet, um dos fundadores da cadeia de restaurantes The Rock, Wood Fired Pizza & Spirits e Kim Gigandet, tem uma irmã chamada Kelsie, sua família vive em Lake Tapps, Washington. Após se formar no colégio Auburn Senior High School em Auburn, Washington em 2001, Cam se mudou para a Califórnia onde estudou na universidade Santa Monica Community College. Cam gosta de basquetebol, golfe, esqui, futebol, surf e é faixa preta em krav maga, uma arte marcial de defesa pessoal desenvolvida pelo exército israelita.
É noivo de Dominique Geisendorff desde 2008, e com ela tem uma filha, Everleigh Ray Gigandet.

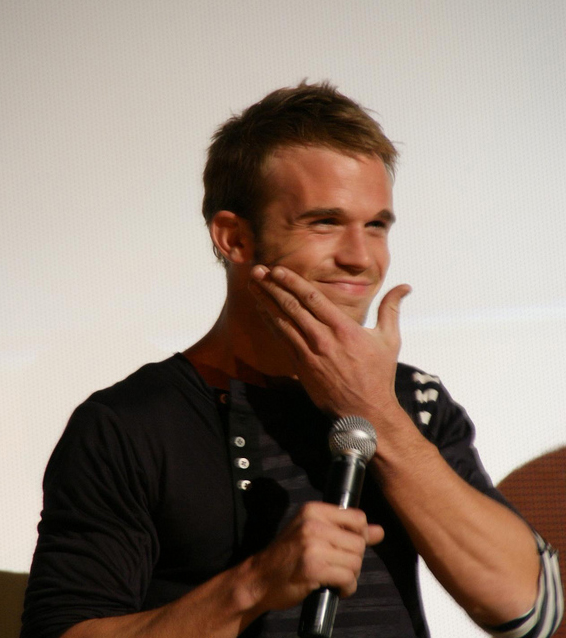
Gigandet, em 2008

## Carreira
Em 2003, Cam ganhou seu primeiro papel e fez sua estreia na TV, ao interpretar o jovem "Mark" na quarta temporada da série CSI: Crime Scene Investigation. Seus outros papeis em séries incluem, The Young and the Restless como "Daniel Romalotti", Jack & Bobby como "Randy Bongard" e o mais conhecido como o surfista Kevin Volchok em The O.C..
Cam estreou no cinema no filme Mistaken de 2004.
Em 2008, vieram os filmes, Quebrando Regras, onde interpretou "Ryan McCarthy" e recebeu, ao lado de Sean Faris, o prêmio MTV Movie Awards por Melhor Luta, em seguida veio o filme Crepúsculo, onde interpretou o vampiro "James" e ganhou em 2009, novamente no MTV Movie Awards, dessa vez ao lado de Robert Pattinson, o prêmio por Melhor Luta.
Atuou como Jack ao lado de Christina Aguilera e da cantora Cher no filme musical Burlesque. Em 2011, Gigandet retratou Jonas no thriller psicológico Trespass. Gigandet teve um papel coadjuvante no thriller vampiro Priest (2011).

## Filmografia

### Cinema
| Ano  | Filme                    | Papel              |
| ---- | ------------------------ | ------------------ |
| 2016 | Sete homens e um destino | McCann             |
| 2014 | Céu em Chamas            | Butch              |
| 2013 | Free Ride                | Ray                |
| 2012 | The Ring 3D              | Ricky Fuller       |
| 2011 | Trespass                 | Jonah              |
| 2011 | The Roommate             | Stephen Morterelli |
| 2011 | Pinkville                |                    |
| 2011 | Kid Cannabis             | Fred Widmer        |
| 2010 | Padre                    | Xerife Hicks       |
| 2010 | Easy A                   | Micah              |
| 2010 | Detenção                 | Chase              |
| 2010 | Burlesque                | Jack Jones         |
| 2009 | Kerosene Cowboys         | Butch Masters      |
| 2009 | Pandorum                 | Gallo              |
| 2009 | Making Change            | Bishop             |
| 2009 | Five Star Day            | Jake Gibson        |
| 2009 | Alma Perdida             | Mark Hardigan      |
| 2008 | Crepúsculo (filme)       | James              |
| 2008 | Quebrando Regras         | Ryan McCarthy      |
| 2007 | Who's Your Caddy?        | Mick               |
| 2004 | Mistaken                 | Joe                |

### Televisão
| Ano       | Título                         | Papel            | Notas        |
| --------- | ------------------------------ | ---------------- | ------------ |
| 2014      | Reckless                       | Roy              | 13 episodios |
| 2005-2006 | The O.C.                       | Kevin Volchok    | 15 episódios |
| 2005      | Jack & Bobby                   | Randy Bongard    | 5 episódios  |
| 2004      | The Young and the Restless     | Daniel Romalotti | 7 episódios  |
| 2003      | CSI: Crime Scene Investigation | Mark (jovem)     | 1 episódio   |
| 2015      | Reckless                       | Roy Rayder       | 13 episódios |

## Prêmios e Indicações
| Ano  | Resultado | Premiação             | Indicação                           |
| ---- | --------- | --------------------- | ----------------------------------- |
| 2009 | Venceu    | MTV Movie Award       | Melhor luta / Por: Crepúsculo       |
| 2008 | Venceu    | MTV Movie Award       | Melhor luta / Por: Quebrando Regras |
| 2008 | Venceu    | Young Hollywood Award | One to Watch                        |
| 2009 | Venceu    | Teen Choice Awards    | Melhor Luta / por Twilight          |
| 2009 | Venceu    | Teen Choice Awards    | Melhor Vilão / por Twilight         |